# Tirispora mandoviana
Tirispora mandoviana är en svampart som beskrevs av V.V. Sarma & K.D. Hyde 2000. Tirispora mandoviana ingår i släktet Tirispora och familjen Halosphaeriaceae.   Inga underarter finns listade i Catalogue of Life.